# Surolí
Els surolins són uns arbres semiperennifolis de la família de les fagàcies. Són el resultat de la hibridació de la surera (Quercus suber) i altres espècies del gènere Quercus; com l'alzina (Quercus ilex), entre les quals l'híbrid resultant seria Quercus × morisii; la carrasca (Quercus rotundifolia, abans Quercus ilex ballota), entre les quals l'híbrid resultant seria Quercus × avellaniformis; o el garric (Quercus coccifera), entre els quals l'híbrid resultant seria Quercus × coscojosuberiformis. Com que es tracta d'arbres híbrids, presenten caràcters de les dues espècies progenitores i una elevada variabilitat dels caràcters morfològics. Tenen una escorça semisuberosa amb grans esquerdes verticals i generalment presenten copes irregular i denses en fullatge. Les branques solen ser curtes i pèndules. Les fulles són visiblement suberoides, mentre que la cúpula de l'aglà té esquames ovades o ovato-oblongues, presentant característiques intermèdies entre la surera i l'arbre progenitor. Solen ser estèrils. Els surolins són considerats flora singular a Catalunya.
Sol aparèixer en rodals on cohabiten la surera amb les altres espècies progenitores. S'ha citat la seva presència a diversos països de la conca mediterrània (Espanya, França, Itàlia, Algèria i Portugal). A Catalunya hi ha espècimens a les Gavarres, les Cadiretes, al pla de la Selva, a l'Empordà, al pla de Bages i a la costa del Maresme.

## Surolí de cal Músic

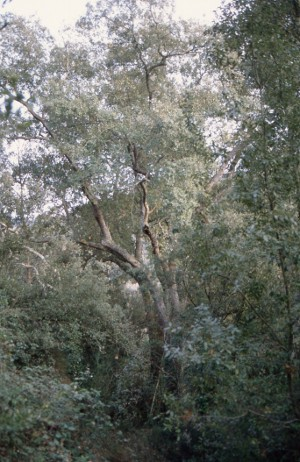
Surolí de Cal Músic.

El surolí de cal Músic, situat al municipi de Massanes té una alçada de 19 metres, i un diàmetre de copa mitjà de 19,5 metres. És el Quercus × morisii més gran inventariat a Catalunya, degut a la seva monumentalitat està catalogat com a arbre monumental per la Generalitat de Catalunya

## Els surolins a Catalunya
A Catalunya hi ha inventariades les següents espècies de surolins, ordenades per abundància: Quercus × morisii, Quercus × avellaniformis i Quercus × coscojosuberiformis. Els cinc municipis amb més surolins inventariats són Malgrat de Mar (16 surolins), Sant Celoni (12 surolins), Vallgorguina (12 surolins), Cerdanyola del Vallès (11 surolins), i Barcelona (11 surolins).

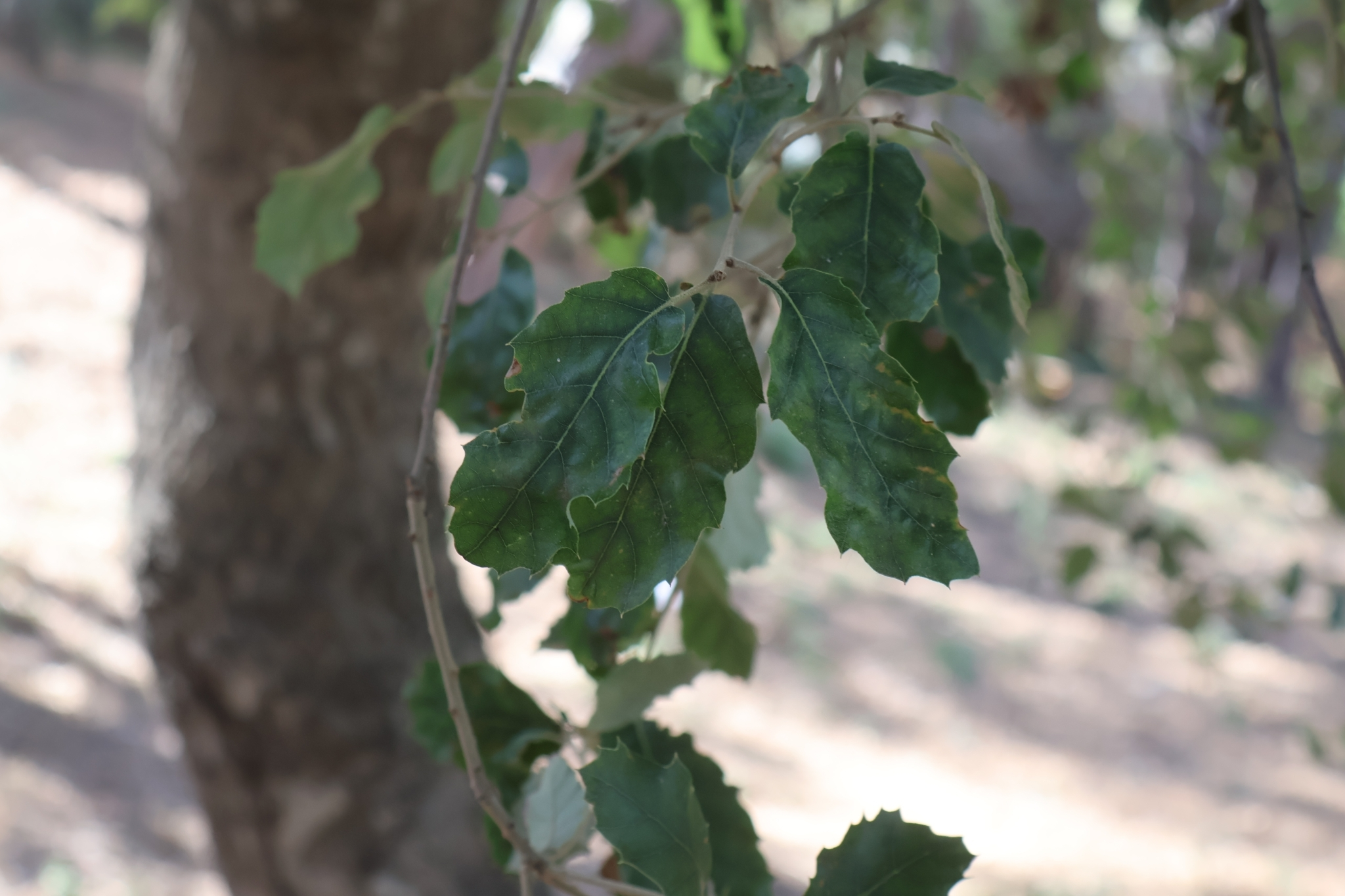
L'anomenat Surolí de la Riera, un dels 16 surolins de Malgrat de Mar

Actualment existeix un projecte a la plataforma de ciència ciutadana iNaturalist dedicat a inventariar aquests arbres, anomenat "Surolins de Catalunya".